# Швейцарская национальная лига
Швейцарская национальная лига (англ. National League, ранее нем. Nationalliga A, фр. Ligue Nationale A, итал. Lega Nazionale A; англ. National League A) — главная швейцарская хоккейная лига.
Лига с 2022 года состоит из 14 команд. 8 команд по итогам регулярного чемпионата выходят в плей-офф и разыгрывают звание чемпиона Швейцарии (нем. Schweizermeister NL, фр. Champion Suisse LN).
Кроме этого, в Швейцарии существуют младшие хоккейные лиги — Национальная лига Б, 1-я лига и 2-я лига.

## Участники сезона 2021/22
| Команда                  | Город                | Арена                            | Вместимость | Место в 2021/22 |
| ------------------------ | -------------------- | -------------------------------- | ----------- | --------------- |
| ХК Ажуа                  | Поррантрюи           | Райффайзен-Арена                 | 4761        | 13              |
| ХК Амбри-Пиотта          | Амбри                | Нуово Валаша                     | 6775        | 10              |
| СК Берн                  | Берн                 | ПостФинанс-Арена                 | 17 031      | 11              |
| ЕХК Биль-Бьенн           | Биль                 | Тиссот-Арена                     | 6521        | 6               |
| ХК Давос                 | Давос                | Вайллант Арена                   | 6800        | 5               |
| Фрибур-Готтерон          | Фрибур               | БСФ-Арена                        | 8934        | 2               |
| Женева-Серветт           | Женева               | Патинуар де Вернет               | 7135        | 8               |
| Рапперсвиль-Йона Лейкерс | Рапперсвиль          | Санкт-Галлер Кантональбанк Арена | 6100        | 4               |
| Лозанна ХК               | Лозанна              | Vaudoise arena                   | 9600        | 7               |
| ХК Лугано                | Лугано               | Корнер-Арена                     | 7800        | 9               |
| СКЛ Тайгерс              | Лангнау-им-Эмменталь | Ильфи Стэдиум                    | 6000        | 12              |
| ЕВ Цуг                   | Цуг                  | Боссард Арена                    | 7200        | 1               |
| ЦСК Лайонс               | Цюрих                | Свисс Лайф Арена                 | 12 000      | 3               |

## Чемпионы
В разные годы за время существования лиги чемпионами становились клубы:
- 2025 — Цюрих Лайонс (11)
- 2024 — Цюрих Лайонс (10)
- 2023 — Женева-Серветт
- 2022 — Цуг (3)
- 2021 — Цуг (2)
- 2020 — не доигран из-за пандемии COVID-19
- 2019 — Берн (18)
- 2018 — Цюрих Лайонс (9)
- 2017 — Берн (17)
- 2016 — Берн (16)
- 2015 — Давос (31)
- 2014 — Цюрих Лайонс (8)
- 2013 — Берн (15)
- 2012 — Цюрих Лайонс (7)
- 2011 — Давос (30)
- 2010 — Берн (14)
- 2009 — Давос (29)
- 2008 — Цюрих Лайонс (6)
- 2007 — Давос (28)
- 2006 — Лугано (7)
- 2005 — Давос (27)
- 2004 — Берн (13)
- 2003 — Лугано (6)
- 2002 — Давос (26)
- 2001 — Цюрих Лайонс (5)
- 2000 — Цюрих Лайонс (4)
- 1999 — Лугано (5)
- 1998 — Цуг
- 1997 — Берн (12)
- 1996 — Клотен Флайерз (5)
- 1995 — Клотен Флайерз (4)
- 1994 — Клотен Флайерз (3)
- 1993 — Клотен Флайерз (2)
- 1992 — Берн (11)
- 1991 — Берн (10)
- 1990 — Лугано (4)
- 1989 — Берн (9)
- 1988 — Лугано (3)
- 1987 — Лугано (2)
- 1986 — Лугано
- 1985 — Давос (25)
- 1984 — Давос (24)
- 1983 — Биль (3)
- 1982 — Ароса (9)
- 1981 — Биль (2)
- 1980 — Ароса (8)
- 1979 — Берн (8)
- 1978 — Биль
- 1977 — Берн (7)
- 1976 — Лангнау Тайгерс
- 1975 — Берн (6)
- 1974 — Берн (5)
- 1973 — Ла-Шо-де-Фон  (6)
- 1972 — Ла-Шо-де-Фон (5)
- 1971 — Ла-Шо-де-Фон (4)
- 1970 — Ла-Шо-де-Фон (3)
- 1969 — Ла-Шо-де-Фон (2)
- 1968 — Ла-Шо-де-Фон
- 1967 — Клотен Флайерз
- 1966 — Грассхоперс
- 1965 — Берн (4)
- 1964 — Вилларс  (2)
- 1963 — Вилларс
- 1962 — Фисп
- 1961 — Цюрих Лайонс (3)
- 1960 — Давос (23)
- 1959 — Берн (3)
- 1958 — Давос (22)
- 1957 — Ароса (7)
- 1956 — Ароса (6)
- 1955 — Ароса (5)
- 1954 — Ароса (4)
- 1953 — Ароса (3)
- 1952 — Ароса (2)
- 1951 — Ароса
- 1950 — Давос (21)
- 1949 — Цюрих Лайонс (2)
- 1948 — Давос (20)
- 1947 — Давос (19)
- 1946 — Давос (18)
- 1945 — Давос (17)
- 1944 — Давос (16)
- 1943 — Давос (15)
- 1942 — Давос (14)
- 1941 — Давос (13)
- 1940 — нет (не разыгрывался)
- 1939 — Давос (12)
- 1938 — Давос (11)
- 1937 — Давос (10)
- 1936 — Цюрих Лайонс
- 1935 — Давос (9)
- 1934 — Давос (8)
- 1933 — Давос (7)
- 1932 — Давос (6)
- 1931 — Давос (5)
- 1930 — Давос (4)
- 1929 — Давос (3)
- 1928 — Санкт-Мориц (3)
- 1927 — Давос (2)
- 1926 — Давос
- 1925 — Рози-Гштад (2)
- 1924 — Шато де-Окс
- 1923 — Санкт-Мориц (2)
- 1922 — Санкт-Мориц
- 1921 — Рози-Гштад
- 1920 — Вевей (2)
- 1919 — Вевей
- 1918 — Берн (2)
- 1917 — Берн
- 1916 — Академишер ЦС Цюрих

## Лучшие бомбардиры регулярных сезонов
| Сезон   | Хоккеист           | Команда                  | Игры | Очки | Г  | П  |
| ------- | ------------------ | ------------------------ | ---- | ---- | -- | -- |
| 2022/23 | Роман Червенка     | Рапперсвиль-Йона Лейкерс | 43   | 59   | 16 | 43 |
| 2021/22 | Роман Червенка     | Рапперсвиль-Йона Лейкерс | 52   | 64   | 20 | 44 |
| 2020/21 | Ян Коварж          | Цуг                      | 52   | 63   | 16 | 47 |
| 2019/20 | Пиус Зутер         | Цюрих Лайонс             | 50   | 53   | 30 | 23 |
| 2018/19 | Доминик Кубалик    | Амбри-Пиотта             | 50   | 57   | 25 | 32 |
| 2017/18 | Дастин Джеффри     | Лозанна                  | 50   | 57   | 13 | 44 |
| 2016/17 | Марк Аркобелло     | Берн                     | 50   | 55   | 25 | 30 |
| 2015/16 | Пьер-Марк Бушар    | Лозанна                  | 49   | 67   | 12 | 55 |
| 2014/15 | Фредрик Петтерссон | Лугано                   | 49   | 69   | 33 | 36 |
| 2013/14 | Мэттью Ломбарди    | Женева-Серветт           | 46   | 50   | 20 | 30 |
| 2012/13 | Линус Умарк        | Цуг                      | 48   | 69   | 17 | 52 |
| 2011/12 | Дамьен Бруннер     | Цуг                      | 45   | 60   | 24 | 36 |
| 2010/11 | Глен Метрополит    | Цуг                      | 47   | 53   | 15 | 38 |
| 2009/10 | Рэнди Робитайл     | Лугано                   | 50   | 64   | 16 | 48 |
| 2008/09 | Юрай Колник        | Женева-Серветт           | 49   | 72   | 25 | 47 |